# Chanava
Chanava (in ungherese: Hanva, in tedesco: Honwald) è un comune della Slovacchia facente parte del distretto di Rimavská Sobota, nella regione di Banská Bystrica.
Il villaggio compare nelle cronache locali della regione fin dal 1266 con il nome di Honua, come sede di un antico convento. Qui ebbe origine la nobile famiglia degli Hanvay che detenne il villaggio fino al XVI secolo, quando passò ai conti Darvas. Dal 1938 al 1944 fece parte dell'Ungheria.